# Episodi de Il becchino (terza stagione)
La terza stagione della serie televisiva Il becchino (The undertaker), composta da 6 episodi, è stata trasmessa sul canale della televisione svizzera tedesca SRF 1 dal 6 gennaio 2015 al 10 febbraio 2015.
La stagione è andata in onda in prima visione in lingua italiana sul canale della televisione svizzera italiana RSI La 1 dal 14 agosto 2015 al 18 settembre 2015.
In Italia la serie è visibile su Netflix dal dicembre 2015.
| nº | Titolo originale   | Titolo italiano    | Prima TV originale | Prima TV in italiano |
| -- | ------------------ | ------------------ | ------------------ | -------------------- |
| 1  | Offene Wunden      | Ferite aperte      | 6 gennaio 2015     | 14 agosto 2015       |
| 2  | Letzte Runde       | Ultimo giro        | 13 gennaio 2015    | 21 agosto 2015       |
| 3  | Schöner Schein     | Tutta apparenza    | 20 gennaio 2015    | 28 agosto 2015       |
| 4  | Der erste Stein    | La prima pietra    | 27 gennaio 2015    | 4 settembre 2015     |
| 5  | Der Fremde im Sarg | Una bara per due   | 3 febbraio 2015    | 11 settembre 2015    |
| 6  | Asche zu Asche     | Cenere alla cenere | 10 febbraio 2015   | 18 settembre 2015    |

## Ferite aperte
- Titolo originale: Offene Wunden
- Diretto da: Markus Welter
- Scritto da: Dominik Bernet

### Trama
Semmelwels ha degli incubi dopo la sparatoria, intanto una donna viene trovata uccisa e Luc e la Omicidi anticipano la ricerca dell'assassino da parte del marito in lutto.

## Ultimo giro
- Titolo originale: Letzte Runde
- Diretto da: Chris Niemeyer
- Scritto da: Dominik Bernet e Claudia Pütz

### Trama
Luc e la Omicidi indagano sull'omicidio di un'infermiera assistenza residenziale, mentre Semmelweis sta cercando di ricordare il significato di un numero e Launer esce dalla galera.

## Tutta apparenza
- Titolo originale: Schöner Schein
- Diretto da: Chris Niemeyer
- Scritto da: Dominik Bernet e Claudia Pütz

### Trama
Luc e la Omicidi indagano sull'omicidio stradale di un capo di un'agenzia di modelle avvenuto alla vigilia della finale di un concorso.

## La prima pietra
- Titolo originale: Der etste Stein
- Diretto da: Chris Niemeyer
- Scritto da: Dominik Bernet e Claudia Pütz

### Trama
Luc e la Omicidi indagano su un incidente stradale avvenuto fuori dal monastero che aiuta adolescenti disabili, intanto Semmelweis subisce un altro agguato.

## Una bara per due
- Titolo originale: Der Fremde im Sarg
- Diretto da: Markus Welter
- Scritto da: Dominik Bernet

### Trama
Luc viene sospettato di essere sbarazzato del secondo cadavere trovato in una bara, Pedro crede che lo stesso Luc sia coinvolto in un commercio illegale di organi, intanto Semmelweis non è più la stessa da quel giorno.

## Cenere alla cenere
- Titolo originale: Asche zu Asche
- Diretto da: Markus Welter
- Scritto da: Dominik Bernet e Claudia Pütz

### Trama
Luc diventa latitante per trovare il vero assassino, Pedro sta cercando da solo il collegamento con Luc.